# قزقلعه‌جوق
قز قلعه جوق مربوط به دوران‌های تاریخی پس از اسلام است و در شهرستان تاکستان، روستای قلعه جوق واقع شده و این اثر در تاریخ ۳ بهمن ۱۳۷۹ با شمارهٔ ثبت ۳۰۱۱ به‌عنوان یکی از آثار ملی ایران به ثبت رسیده است.